# Arhopala arama
Arhopala arama är en fjärilsart som beskrevs av De Nicéville 1895. Arhopala arama ingår i släktet Arhopala och familjen juvelvingar. Inga underarter finns listade i Catalogue of Life.